# エアフィルタ

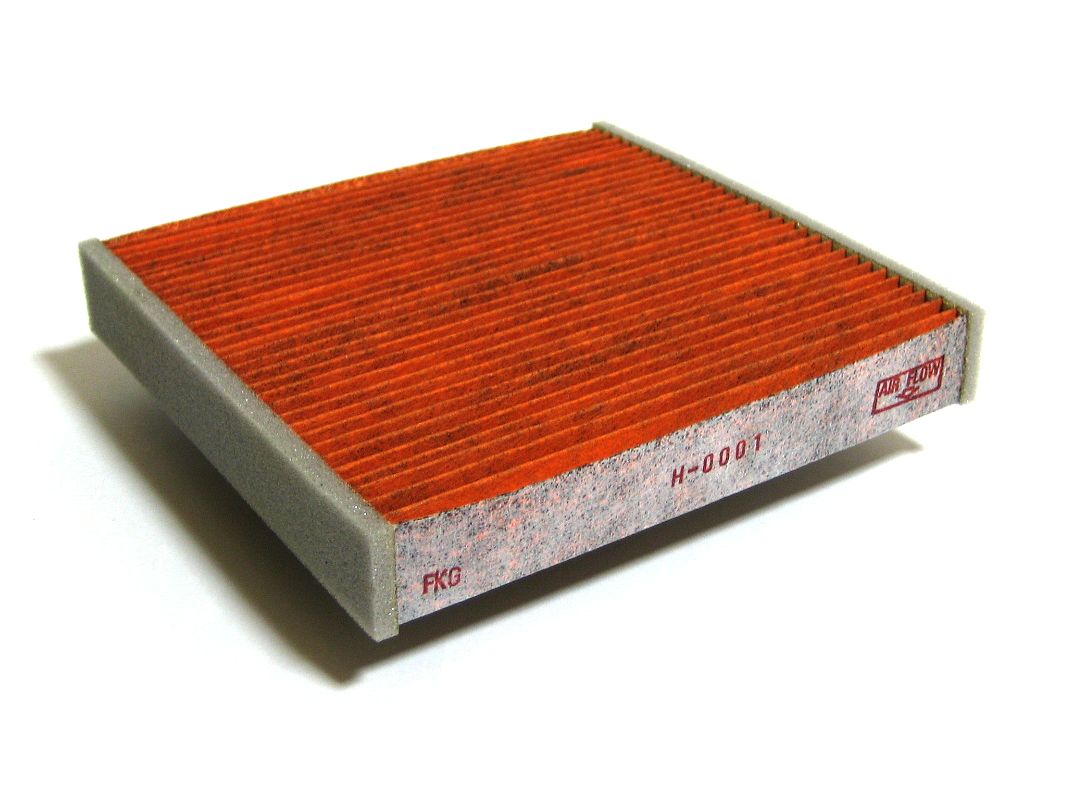
自動車のエアコンフィルタ

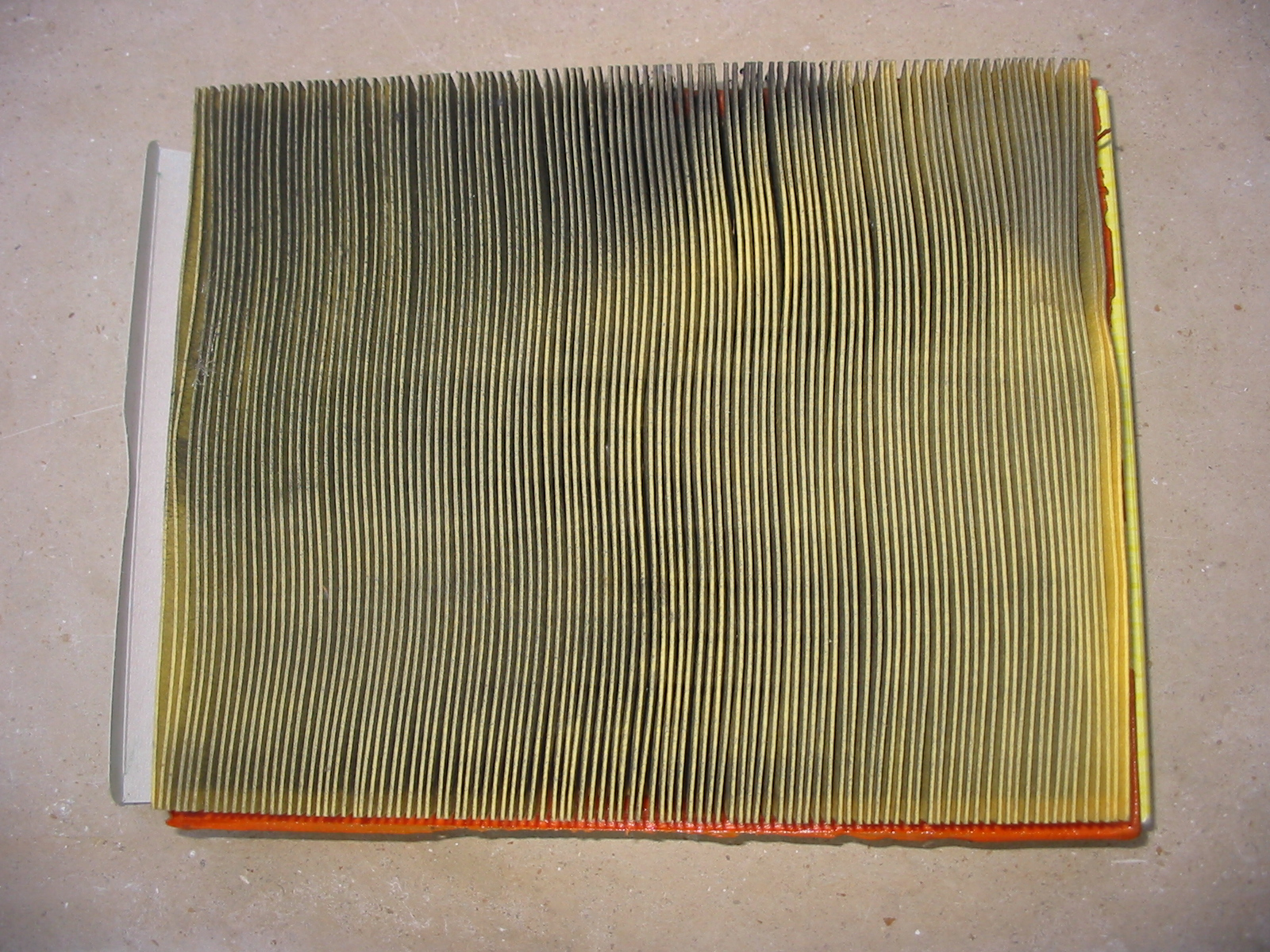
自動車のエアクリーナーエレメント

エアフィルタ（Air filter）とは、空気中からゴミ、塵埃などを取り除き、清浄空気にする目的で使用するものである。

## 用途
- エアクリーナー
自動車や航空機などのエンジンや補機に異物が吸入されることを防ぐ吸気用フィルタ。ジェットエンジンには装備されない。
- エア・コンディショナー
  - クリーンエアフィルタ
自動車で使われるカーエアコン用の吸気用フィルタ。
- 空気清浄機
- クリーンルーム

## 粗塵用フィルタ
主に50μm以上の粒子をターゲットとしたフィルタ。一般空調用ではプレフィルタとしてよく用いられる。
効率表示は重量法（JIS参照）で表現される。

## 中高性能フィルタ
主に25μm以上の粒子をターゲットとしたフィルタ。
効率表示は比色法（JIS参照）で表現される。

## HEPAフィルタ
一般に病院や食品、医療分野のクリーンルームへ供給されるクリーンエアーのファイナルフィルタとして用いられる。対象粒子径は0.3μm以上をターゲットとしており、99.99%、99.97%、95%の凡そ3種類がある。
また、原子力発電所の空調でも使用されており、主な目的は、放射性核種の付着した塵の除去である。放射性核種自体はチャコールフィルターで除去されるため、空気清浄機でHEPAフィルターを内蔵したものでも放射線除去効果などはないが、放射性核種の付着した塵を除去する効果は期待できる。
効率表示は計数法(JIS参照)で表現される。

## ULPAフィルタ
主にインダストリークリーンルームへ供給されるファイナルフィルタとして用いられる。現在はSMIF方式のクリーンルームが一般的である為、半導体の生産装置に附属されるケースが多く見受けられる。
効率表示は凡そ計数法(JIS参照)で表現される。

## ガス除去フィルタ(化学吸着フィルタ)
美術館や博物館のコロージョンコントロール(美術品等の腐食制御)やインダストリークリーンルームにおいてはシリコンウェハーや液晶フィルムに対しての汚染制御に用いられる。
活性アルミナにガス除去成分を溶着した物が一般的であるが、現在は純水をエアワッシャ方式の空調機内で噴霧し、その名の如くエア(空気)を洗う方法で供給空気中のガス成分を除去するケースも多いが水溶性のガスしか除去できない。

## 性能
圧力損失、効率(粉塵捕集率)などが性能指標として使われる。

## 日本のエアフィルタ メーカー
- ケンブリッジフィルターコーポレーション株式会社
- 日本エアー・フィルター株式会社
- 株式会社忍足研究所
- 株式会社東洋紡カンキョーテクノ
- 日本スピンドル製造株式会社
- 日本無機株式会社
- 日本バイリーン株式会社
- ニッタ株式会社
- パナソニック エコシステムズ大阪株式会社
- 三菱製紙株式会社
- ミドリ安全エア・クリオティ株式会社

（五十音順）

### 日本のガス除去フィルタ メーカー
- キヤノンマーケティングジャパン株式会社KAEL社ケミカルフィルター
- ニッタ株式会社
- 日本ピュアテック株式会社